# Xunyang
Der Kreis Xunyang (旬阳县,  Xúnyáng Xiàn) ist ein Kreis der bezirksfreien Stadt Ankang im Süden der Provinz Shaanxi in der Volksrepublik China. Der Kreis hat eine Fläche von 3.533 km² und 357.876 Einwohner (Stand: Zensus 2020). Sein Hauptort ist die Großgemeinde Chengguan (城关镇).

## Administrative Gliederung
Auf Gemeindeebene setzt sich der Kreis aus vierzehn Großgemeinden und vierzehn Gemeinden zusammen. 